# シソマイシン
シソマイシン（英：Sisomicin、bactoCeaze、ensamycin、当初は抗生物質6640[1]、rickamicin）はMicromonospora inositolaの発酵培地から分離されたアミノグリコシド系抗生物質である。ゲンタマイシンと構造的に最も類似した、新しい広域スペクトルアミノグリコシドである。
シソマイシンはグラム陽性菌に対して最も有効な活性を示すアミノグリコシド系抗生物質である。他のアミノグリコシド系抗生物質と同様、シソマイシンは感受性臨床株に対して殺菌作用を示す。最小致死濃度（MBC）は、最小発育阻止濃度（MIC）と同じか非常に近いことがわかっている。他のアミノグリコシド系抗生物質と同様に、緑膿菌の臨床株のほとんどはシソマイシンに感受性を示す。シソマイシンの耐性は酵素的あるいは非酵素的に媒介される。シソマイシンはゲンタマイシンと同じ酵素によって不活化されるが、非酵素的作用機序によりゲンタマイシンに耐性を持つ多くの生物に対して活性を示す。
いくつかの研究によると、シソマイシンンは他の薬剤が効果がない場合や、他のアミノグリコシド系抗生物質にin vitroで耐性を持つ微生物による感染症の治療に有効であった。